# Obereopsis nigronotatipes
Obereopsis nigronotatipes là một loài bọ cánh cứng trong họ Cerambycidae.